# محمد عبد الله الحضرمي
محمد عبد الله الحضرمي (28 أكتوبر 1979  م)، سياسي ودبلوماسي يمني من مواليد العاصمة اليمنية صنعاء، تعود أصوله إلى قبيلة همدان في محافظة صنعاء، شغل منصب وزير الخارجية في حكومة معين الأولى في الفترة من 19 سبتمبر 2019 حتى 18 ديسمبر 2020.

## تعليمه
- ماجستير في سياسة التنمية من معهد التنمية الكورية كلية السياسة العامة والإدارة في سول، كوريا الجنوبية.
- ماجستير في الدبلوماسية والعلاقات الدولية من جامعة فيرلي ديكنسون الأمريكية بولاية نيوجيرسي، الولايات المتحدة الأمريكية.
- بكالوريوس في العلوم في نظم المعلومات الحاسوبية من جامعة ولاية ميزوري الأمريكية.

وله العديد من الاوراق والمقالات المنشورة ابرزها:
- ورقة “إحياء عملية السلام في اليمن” (باللغة الإنجليزية – مايو 2018)
- ورقة “حرب اليمن ضد الإرهاب” (باللغة الإنجليزية – يوليو 2017)
- ورقة “انهاء الأزمة في اليمن” (باللغة الإنجليزية – فبراير 2017)
- ورقة بحثية “فلسطين- وجهة نظر عربية” (باللغة الإنجليزية – مايو 2010)

## مسيرته المهنية
شغل عدة مناصب في وزارة الخارجية اليمنية، حيث عمل في رئاسة قسم الجوازات بوزارة الخارجية – صنعاء 2004- 2008، وكسكرتير أول في البعثة الدائمة للجمهورية اليمنية لدى الأمم المتحدة – نيويورك خلال الفترة من 2008- 2012، ومن ثم كسكرتير أول بمكتب وزير الخارجية - صنعاء 2012 - 2014، وكسكرتير وزير الخارجية للفترة من 2014- 2015، وعمل بعدها كمستشار بمكتب وزير الخارجية في الرياض 2016، وكمسؤول للشؤون السياسية في سفارة الجمهورية اليمنية – واشنطن 2016- 2018، ومن ثم نائباً لسفير الجمهورية اليمنية لدى الولايات المتحدة الأمريكية بواشنطن، ونائباً لوزير الخارجية اليمنية 2018 - 2019، ومن ثم تم تعيينه قائماً بأعمال وزير الخارجية بعد استقالة الوزير خالد اليماني، وشغل هذا المركز لأربعة شهور من يونيو إلى سبتمبر 2019. قبل تعيينه في 24 مارس 2022 سفيرا لدى واشنطن.
وقد برز اسم الحضرمي بعد أحداث أغسطس 2019 في عدن والتي حدثت بين الانتقالي والشرعية، حيث هاجم الحضرمي، الذي كان حينها قائماً بأعمال وزير الخارجية، دولة الإمارات العربية المتحدة لدورها في مناصرة ودعم المجلس الانتقالي الجنوبي عسكرياً وقصف قوات الشرعية على مشارف عدن.